# Hassi Khébi
Hassi Khébi (também conhecida como Hassi El Khébi) é uma vila na comuna de Oum El Assel, no distrito de Tindouf, província de Tindouf, Argélia. Está localizada na rodovia nacional N50 entre Béchar e Tindouf.